# 강승조
강승조(한국 한자: 康承助, 1986년 1월 20일 ~ )는 대한민국의 전직 축구 선수이다. 현역 시절 포지션은 미드필더였다.

## 클럽 경력
봉동초등학교와 전주공업고등학교를 거쳐 단국대학교 학사학위를 취득했다.
2008년, 부산 아이파크에 입단하여 공격 포인트를 기록하지 못한 채 5경기에 출전하는 데 그쳤으나 2009 시즌부터는 출장 기회를 늘려가 정규 리그 15경기에서 4골 1도움을 기록하였다. 두 시즌 간 뛰어 27경기에서 4골 1도움을 기록하였다.
2010 시즌을 앞두고 전북 현대 모터스로 이적하였다. 강승조의 전북 현대 모터스 이적은 그해 FC 서울로 이적한 중앙 미드필더 하대성의 공백을 감안한 영입이었며, 세간에서는 하대성의 공백을 메우기엔 다소 부족하다는 의견이 많았다. 그러나 2010 시즌이 시작되고 정규리그, 리그컵, AFC 챔피언스리그 등 모든 대회에 출전하여 좋은 활약을 펼쳤으며 특히 호주 시드니에서 열린 애들레이드 유나이티드와의 AFC 챔피언스리그 원정 16강 경기에서 연장전까지 120분을 활약하며 이동국의 3-2 결승골에 기여하는 등 결정적인 활약을 보여주어 주목을 끌기 시작했다.
2011년 7월 28일, 김영우와 트레이드되어 경남으로 이적하였다.
2014년 2월 17일 FC 서울로 이적하였으며 AFC 챔피언스리그 2014 조별리그 베이징전에서 골을 터트렸다.
2017년 대전 시티즌으로 이적하였다.
2017년 6월 박주성, 전상훈과 2:1 트레이드로 경남 FC에 입단하며 4년만에 친정팀에 복귀하였다.
2018년 강승조는 말레이시아의 2부 리그 말레이시아 프리미어리그의 피낭 FA로 이적하였다.
2020시즌 여름 이적시장에서 K리그2의 경남 FC에 입단하며 K리그 무대에 복귀했다. 시즌 종료 이후 현역 은퇴를 선언했다.

## 플레이 스타일
패스 능력과 공수 조율능력에 강점이 있는 선수였다.

## 수상

### 대회 기록
경남 FC (2017)
- K리그 챌린지 ● 우승: (2017)